# Megalopta genalis
Megalopta genalis là một loài Hymenoptera trong họ Halictidae. Loài này được Meade-Waldo mô tả khoa học năm 1916.